# Assai

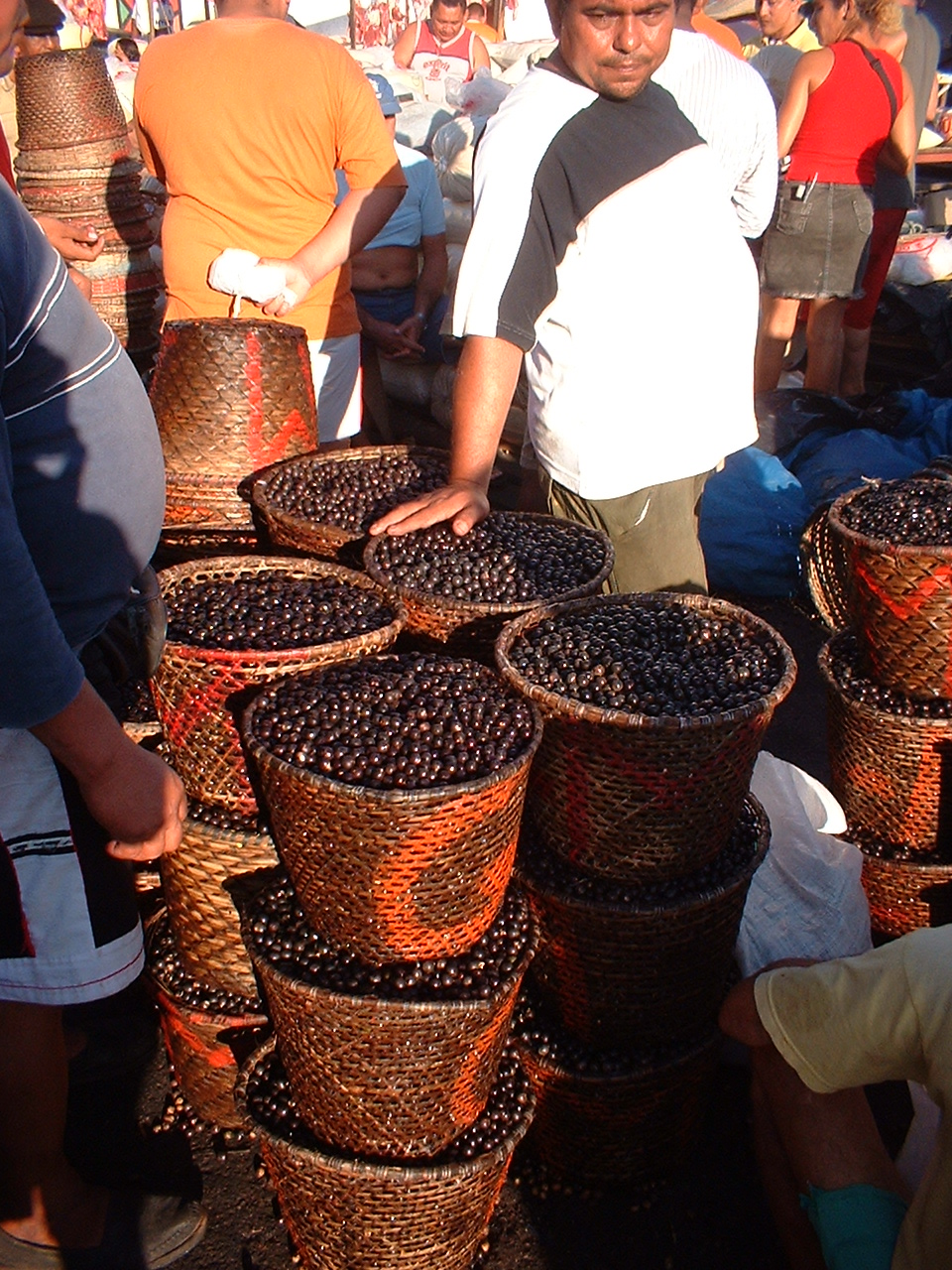
Assaifrukter till salu på en marknad i, Belém, Pará, Brasilien

Assai, acai eller acaii är frukten från flera olika palmer i euterpesläktet, särskilt Euterpe oleracea, men även från Euterpe edulis och Euterpe precatoria.[källa behövs] Frukten är gul och vit inuti, skalet är blåskimrande och bären är små.
Sedan 2005 säljs assaibäret i USA och Europa, främst som bantningsmedel. Bäret har inte fler antioxidanter än de flesta andra frukter. För de utlovade resultaten, bland annat viktminskning eller sexuell stimulans, finns inga vetenskapliga bevis.